# Canadian Hot 100
 (octobre 2021).
Si vous disposez d'ouvrages ou d'articles de référence ou si vous connaissez des sites web de qualité traitant du thème abordé ici, merci de compléter l'article en donnant les références utiles à sa vérifiabilité et en les liant à la section « Notes et références ».
Le Canadian Hot 100 est un classement hebdomadaire des singles au Canada publié par Billboard magazine. Il a été publié pour la première fois sur internet le 7 juin 2007 et dans l'édition du Billboard datée du 16 juin 2007. C'est le premier classement créé par ce magazine pour un pays autre que les États-Unis. La première chanson occupant la première place de ce classement est Umbrella de Rihanna.
Le Canadian Hot 100 combine les ventes de téléchargements, mesurées par Nielsen SoundScan, et les audiences en radios canadiennes, mesurées par Nielsen Broadcast Data Systems sur plus de 100 stations de radio.